# 葱芥
葱芥（学名：Alliaria petiolata）为十字花科葱芥属下的一个种。兩年生或多年生。葉、花、種莢及主根有大蒜味。

## 用途
綠色莢果可煎炸食用，種子壓碎後可做調味料。葉可加入酸辣菜中，泡茶可清血。花期的植株可祛痰、止喘、殺菌、驅蟲和促進傷口癒合。製成糊藥可治皮膚潰瘍和創傷，汁液能促進血液循環。